# 제3군구 (베트남)

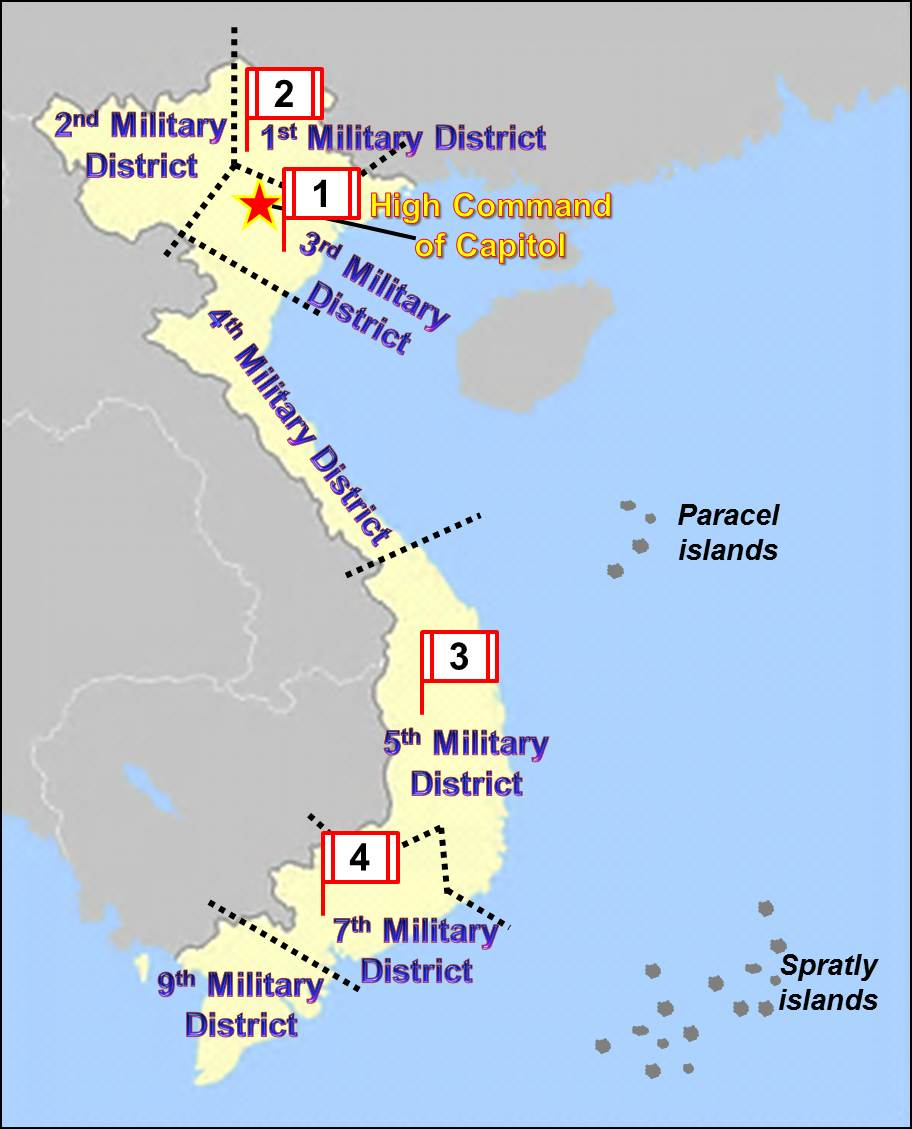

제3군구는 베트남 인민군의 군관구 중 하나이다.
베트남의 군관구는 제1군구, 제2군구, 제3군구, 제4군구, 제5군구, 제6군구, 제7군구, 제8군구, 하노이수도고위사령부가 있다.

## 통솔 구역
하노이 일대를 통솔한다.